# جرم أفشار
جرم أفشار هي قرية في مقاطعة شهرضا، إيران. عدد سكان هذه القرية هو 1,687 في سنة 2006.